# 58578 Жідек
58578 Жідек (58578 Žídek) — астероїд головного поясу, відкритий 24 вересня 1997 року.
Тіссеранів параметр щодо Юпітера — 3,512.